# خشخاش آبی ناپالنسیس
مکنپسیس ناپالنسیس (نام علمی: Meconopsis napaulensis) نام یک گونه از سرده خشخاش آبی است.